# Brett Petersen
Pour les articles homonymes, voir Petersen.
Brett Petersen, né le 9 septembre 1976 à East London, est un nageur sud-africain.

## Carrière
Brett Petersen est médaillé d'argent du 100 mètres brasse aux Jeux africains de 1995 à Harare.
Aux Jeux africains de 1999 à Johannesbourg, Brett Petersen est médaillé d'or du 100 mètres brasse ainsi que du relais 4 x 100 mètres nage libre,.
Il dispute ensuite les Jeux olympiques d'été de 2000 à Sydney, terminant notamment septième de la finale du 100 mètres brasse.
Aux Goodwill Games de 2001 à Brisbane, Brett Petersen remporte deux médailles d'argent, l'une par équipes et l'autre sur 50 mètres brasse.